# Raciborów Kutnowski
Raciborów Kutnowski – przystanek kolejowy we wsi Raciborów, w województwie łódzkim, w powiecie kutnowskim w Polsce.

## Ruch pasażerski
| Rok  | Wymiana pasażerska na dobę |
| ---- | -------------------------- |
| 2017 | 0-9                        |
| 2022 | 0-9                        |

Przystanek znajduje się na linii Kutno – Brodnica.
Przystanek posiada jeden peron dostawiony przy torze.
Raciborów posiada połączenia bezpośrednie z Kutnem, Płockiem oraz Sierpcem.